# Drepanogynis thieli
Drepanogynis thieli är en fjärilsart som beskrevs av Claude Herbulot 1979. Drepanogynis thieli ingår i släktet Drepanogynis och familjen mätare. Inga underarter finns listade i Catalogue of Life.